# All the Best
All the Best je dvostruka kompilacija hitova američke pjevačice Tine Turner. 

## Popis pjesama

### CD 1
1. "Open Arms" - 4:01
2. "Nutbush City Limits" (Ike & Tina Turner) - 2:57
3. "What You Get Is What You See" - 4:26
4. "Missing You" - 4:39
5. "The Best" - 5:29
6. "River Deep – Mountain High" (Ike & Tina Turner) - 3:41
7. "When the Heartache Is Over" - 3:44
8. "Let's Stay Together" - 5:17
9. "I Don't Wanna Fight" (7" edit) - 4:26
10. "Whatever You Need" - 4:49
11. "I Can't Stand the Rain" - 3:43
12. "GoldenEye" - 4:43
13. "I Don't Wanna Lose You" - 4:20
14. "Great Spirits" - 3:58
15. "Proud Mary" (1993 version) - 5:26
16. "Addicted to Love" (uživo) - 5:22

### CD 2
1. "In Your Wildest Dreams" (s Antoniom Banderasom) - 5:34
2. "Private Dancer" (7" edit) - 4:03
3. "Why Must We Wait Until Tonight" (7" edit) - 4:29
4. "Typical Male" - 4:17
5. "Tonight" (s Davidom Bowiem) - 3:45
6. "Complicated Disaster" - 3:43
7. "On Silent Wings" (sa Stingom) (Single edit) - 4:20
8. "Something Special" - 4:37
9. "We Don't Need Another Hero (Thunderdome)" (7" edit) - 4:16
10. "It's Only Love" (s Bryanom Adamsom) - 3:16
11. "Cose Della Vita" (s Erosom Ramazzottijem) - 4:50
12. "Steamy Windows" - 4:05
13. "Paradise Is Here" (7" edit) - 5:00
14. "What's Love Got to Do With It" - 3:48
15. "Better Be Good to Me" - 5:11
16. "Two People" - 4:09
17. "Something Beautiful Remains" - 4:22